# 1, 2 Step
1,2 Step è un singolo della cantante statunitense Ciara, pubblicato il 15 agosto 2004 come secondo estratto dal primo album in studio Goodies.

## Descrizione
Scritto da Ciara insieme a Missy Elliott (che collabora nel brano) e prodotto da Jazze Pha, che chiese a Missy Elliot di registrare il suo versetto rap alla Hit Factory di Miami, il brano è molto ispirato dalla musica electro degli anni '80, oltre che dal funk e dal crunk. Planet Rock degli Afrika Bambaataa è stata una notevole fonte di ispirazione. Il produttore ha dichiarato di aver composto lo strumentale del brano in circa 4 minuti, precisando come i pezzi migliori vengano prodotti in un periodo brevissimo che va dai quattro agli otto minuti. Jazze Pha ha usato uno dei suoi Akai MPC3000 per produrre la canzone, insieme a un software chiamato E-mu Proteus 2000. Pha aveva pensato a come la canzone poteva essere "quasi come una musica da pattini a rotelle"  e pensò a Ciara per la canzone.

## Successo commerciale
Il singolo ha raggiunto negli Stati Uniti la seconda posizione della Billboard Hot 100 e la prima posizione della ARC Weekly Top 40, ottenendo inoltre la certificazione di disco di platino. Nel resto del mondo ha avuto successo quasi ovunque, diventando il brano più famoso e di maggior successo della cantante.
Il singolo è entrato nella Hot 100 al numero 74, e dopo undici settimane, ha raggiunto la posizione numero 2 dove è rimasto per sette settimane, diventando il secondo singolo di Ciara ad entrare in top5. Pur non riuscendo a salire alla prima posizione come aveva fatto il precedente Goodies, il singolo è riuscito a vendere più copie e ad aggiudicarsi il disco di platino per tre volte, contro il disco d'oro ottenuto dal primo singolo. Nella classifica statunitense ARC Weekly Top 40 il singolo è arrivato al numero 1 il 5 febbraio 2005. Il brano è arrivato al numero 1 di molte classifiche di Billboard ed è entrato in top10 in quasi tutte le classifiche del settimanale. Nel Regno Unito e in Irlanda la canzone è entrata direttamente al numero 3; in particolare nelle classifiche irlandesi è rimasta al numero 3 per tre settimane. In Nuova Zelanda il singolo è entrato in classifica il 14 febbraio 2005 al numero 39, per poi sparire la settimana successiva e rientrare invece due settimane dopo al numero 3, raggiungendo anche qui come in Usa la posizione numero 2; il singolo ha speso 7 settimane nella top5 neozelandese. E anche in Australia, dopo essere entrato in classifica il 13 marzo al numero 10, il brano ha raggiunto la posizione numero 2 (la preferita del singolo a questo punto), con 12 settimane passate in top10. In entrambi i paesi dell'Oceania questo è il singolo di maggior successo dell'artista.
Nelle classifiche svizzere il singolo è entrato al numero 11, per poi arrivare al numero 5, quando Goodies era arrivato al numero 10. In Finlandia è il primo singolo dell'artista ad essere entrato in top10, dove ha raggiunto proprio la posizione numero 10. Il singolo è il primo di Ciara ad essere entrato anche nella classifica italiana, dove ha raggiunto il numero 12 il 24 marzo, passando 4 settimane in top20. 1,2 Stepè entrato in top20 sia nel Belgio olandese che francese, quando Goodies non vi era riuscito.
Al di fuori degli Stati Uniti e del Regno Unito 1,2 Step è il singolo di maggior successo tratto dall'album e finora anche nella carriera della cantante. Il brano è arrivato in top10 perfino in Cina.

## Video musicale
Il videoclip, diretto da Benny Boom, è ambientato nelle strade di Atlanta, in una pista da pattinaggio e in una palestra rivestita di parquet. Il rapper B5 fa una piccola comparsa nel video, insieme a Jazze Pha. Il video è stato presentato in anteprima al programma di BET Access Granted.

## Riconoscimenti
Nel 2006 il singolo ricevette una nomination ai Grammy Award alla miglior collaborazione con un artista rap, ma perse contro Numb/Encore, collaborazione tra Jay-Z e i Linkin Park. In compenso la canzone vinse molti premi, tra cui uno ai BET Awards come Best Collaboration, uno ai Teen Choice Awards come migliore pezzo R&B/Hip hop, e uno agli ASCAP Pop Music Awards, come Best Performed Songs insieme agli altri due singoli dell'album Goodies. Il videoclip del singolo ha ricevuto due nomination agli MTV Video Music Awards del 2005, nelle categorie Best Dance Video e Best New Artist in a Video.

## Accoglienza
1,2 Step ha ricevuto recensioni favorevoli da critici musicali.Contact Music ha dato un voto di , definendolo un pezzo R&B perfetto per la pista da ballo. Jason Birchmeir di AllMusic ha pubblicato che la canzone è "buona, se non grande", mentre E. Gerardo ha scritto: «È una traccia che ti fa sentire bene». Kate Watkins di The Situation ha definito il brano "un pezzo funky nello stile di quelli che ti aspetti da una come Missy". Anche riviste come Slant e Fazed hanno evidenziato la voglia di divertirsi e la gioia di ballare che trasmette la canzone.

## Classifiche
| Classifica (2004/2005)                          | Posizione |
| ----------------------------------------------- | --------- |
| Australia                                       | 2         |
| Austria                                         | 42        |
| Belgio (Flemish)                                | 14        |
| Belgio (Wallonia)                               | 15        |
| Canada                                          | 1         |
| Canadian BDS Airplay Chart                      | 38        |
| Cina                                            | 5         |
| Finlandia                                       | 10        |
| Francia                                         | 31        |
| Germania                                        | 7         |
| Irlanda                                         | 3         |
| Italia                                          | 12        |
| Nuova Zelanda                                   | 2         |
| Paesi Bassi                                     | 17        |
| Regno Unito                                     | 3         |
| Svezia                                          | 23        |
| Svizzera                                        | 5         |
| U.S. ARC Weekly Top 40                          | 1         |
| U.S. Billboard Hot 100                          | 2         |
| U.S. Billboard Hot Dance Club Play              | 29        |
| U.S. Billboard Hot Dance Club Play              | 1         |
| U.S. Billboard Hot R&B/Hip-Hop Singles & Tracks | 4         |
| U.S. Billboard Hot Digital Tracks               | 1         |
| U.S. Billboard Top 40 Mainstream                | 1         |
| U.S. Billboard Pop 100                          | 1         |
| U.S. Billboard Pop 100 Airplay                  | 1         |

## Tracce
CD Germania
Tutte le tracce, tranne Goodies,vedono la collaborazione di Missy Elliott
1. 1, 2 Step (Main Mix) – 3:22
2. 1, 2 Step (Johnny Budz Mixshow Edit) – 4:40
3. 1, 2 Step (Ford's E-Flop Club Mix) – 5:28
4. Goodies (Bimbo Jones Full Vocal) – 7:18

iTunes UK 1
1. 1, 2 Step (Main Mix) – 3:22
2. 1, 2 Step (Johnny Budz Mixshow Edit) – 4:40

iTunes UK 2
1. 1, 2 Step (Main) – 3:23
2. 1, 2 Step (Delinquent Remix) – 4:46
3. 1, 2 Step (PhattBelly Club Mix) – 3:43
4. 1, 2 Step (Eazy Remix) – 5:16

CD Promozionale
1. 1, 2 Step (Album Version) – 3:22
2. 1, 2 Step (Instrumental) – 3:22

## Versioni ufficiali e remix
- Album version
- Main mix
- Instrumental
- Missy Elliott main remix (featuring only Elliott's vocals)
- Johnny Budz Misshow
- Ford's E-Flop club mix
- Don Candiani reggaeton mix
- Phatbelly club remix
- Reggaeton Remix (D.J Vaness)
- Redz Remixxxx remix
- DJ Tai Super Techno remix
- Don Candiani And Carmenates Super Bounce remix
- Jones & Impure Vibelicious Goodies mix
- M'Silver Work Body Tribal mix
- OranGeFuZzZ Fancy Shoes club mix
- OranGeFuZzZ Fancy Shoes radio mix
- Ultimix
- Delinquent